# MSV Duisburg
MSV Duisburg, egentligen Meidericher Spielverein Duisburg 02 e.V., är en tysk fotbollsklubb från Duisburg, grundad 1902. MSV Duisburg kallas zebrorna i Tyskland.

## Historia
MSV Duisburg grundades som Meidericher SV 02 e.V. men blev MSV Duisburg 1967. Duisburg var med i den första upplagan av Bundesliga och gjorde då sin bästa säsong någonsin genom att säsongen 1963/1964 bli tvåa i Bundesliga under tränaren Rudi Gutendorf. I laget spelade legenden Helmut Rahn som 1954 avgjorde VM-finalen när Västtyskland vann sitt första VM-guld.

## Kända spelare
- Michael Bella
- Bernard Dietz
- Iulian Filipescu
- Ditmar Jakobs
- Kurt Jara
- Ewald Lienen
- Manfred Manglitz
- Michael Preetz
- Helmut Rahn
- Rudolf Seliger
- Thomas Strunz
- Michael Tarnat
- Ronald Worm
- Klaus Wunder
- Nikolas Ledgerwood

### Svenska spelare
- Roger Ljung
- Niklas Skoog
- Joseph Baffo